# دونالد بيم
دونالد بيم (بالإنجليزية: Donald Behm) هو مصارع رياضي أمريكي، ولد في 13 فبراير 1945 في فانكوفر في الولايات المتحدة.

## وصلات خارجية
- دونالد بيم على موقع قاعدة بيانات المصارعة الدولية (الإنجليزية)
- دونالد بيم على موقع أوليمبيديا (الإنجليزية)